# Jules Moch
Jules Salvador Moch (Parigi, 15 marzo 1893 – Cabris, 1º agosto 1985) è stato un politico, partigiano e ingegnere francese.

## Biografia
Nacque il 15 Marzo 1893 da Gaston Moch e Rébecca Alice Pontremoli, nipote del Gran Rabbino di Nizza Eliseo Graziado Pontremoli. È cugino di Mario Pontremoli, Aldo Pontremoli e di Emmanuel Pontremoli.
Entrò in Parlamento nel 1928 per la SFIO. Nel 1938 fece parte del secondo governo di Léon Blum; dal 1940 entrò a far parte della Resistenza, rifugiandosi poi in Gran Bretagna.
Rientrato poi in Francia dopo la liberazione, fu ministro dei Lavori Pubblici dal 1945 al 1947 e successivamente degli Interni dal 1947 al 1950. Tra il 1950 ed il 1951 fu ministro della Difesa nel governo Pleven e quindi rappresentante della Francia alle Nazioni Unite. Il suo ultimo incarico governativo lo ha visto ministro degli Interni nel gabinetto di Pierre Pflimlin.